# Gioco strategico a turni

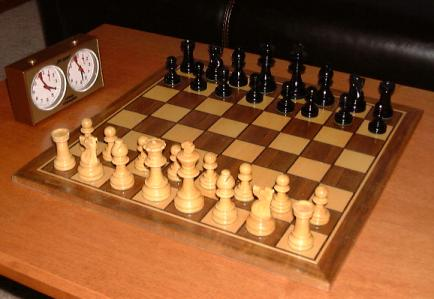
Gli scacchi sono un tipico gioco a turni alterni

Un gioco strategico a turni è un gioco di strategia in cui lo scorrere degli eventi è diviso in parti ben visibili e definite, chiamate turni o giri.
Il turno divide il flusso di gioco in unità ben precise, e in ogni turno ogni giocatore può effettuare un certo valore (non numero) di mosse. Per esempio, quando il tempo è l'unità del flusso di gioco, i turni rappresentano una quantizzazione del tempo, come anni, mesi, settimane o giorni, e ogni giocatore può gestire una o più entità. Ad un giocatore di un gioco a turni è permesso un periodo di analisi prima di intraprendere un'azione di gioco, stabilendo quindi una separazione tra lo scorrere del gioco e l'elaborazione mentale, che conduce, presumibilmente, alle migliori soluzioni. Una volta che ogni giocatore ha terminato il suo turno, quel giro di gioco è finito, e ogni processo speciale condiviso è eseguito (ad esempio la generazione di eventi casuali). A questo punto si prosegue dal giro di gioco successivo.
La maggior parte dei giochi da tavolo sono a turni, altrimenti la giocabilità tenderebbe ad andare fuori controllo; tuttavia, quando un particolare giocatore può intervenire nel gioco durante il proprio turno, non è raro considerare il tempo impiegato dal giocatore per fare le sue mosse al fine di migliorare l'equità del gioco. Negli scacchi, ad esempio, un paio di orologi controllabili possono essere usati per tener traccia del tempo impiegato dai giocatori per le loro mosse.
Anche molti solitari strategici sono a loro volta a turni.

## Generi
I giochi di strategia a turni si dividono in due tipologie, in base a come i giocatori conducono i turni, simultaneamente o in sequenza. I primi sono gli strategici a turni simultanei, dei quali Diplomacy è un esempio degno di nota. Gli altri formano la categoria degli strategici a turni alterni, che sono a loro volta suddivisi in:
- ordinati,
- inizio a turni alterni,
- casuali.

La differenza consiste nell'ordine in cui i giocatori svolgono un turno. Nel primo caso il primo giocatore è sempre il medesimo, nel secondo caso la selezione del primo giocatore è legata ad alcuni fattori competitivi, nel terzo caso il primo giocatore è scelto casualmente.

## Esempi
- Diplomacy
- Go
- Monopoly
- Oshi
- Othello
- Poker
- RisiKo!
- Scacchi